# Hedtjärnen (Säfsnäs socken, Dalarna)
Hedtjärnen är en sjö i Ludvika kommun i Dalarna och ingår i Göta älvs huvudavrinningsområde. Sjöns area är 0,042 kvadratkilometer och den är belägen 311 meter över havet.